# Luis Alberto Mendoza
Luis Mendoza (* Bahía de Caráquez, Ecuador, 31 de enero de 1981). es un futbolista ecuatoriano que juega de delantero en el Universitario de la Segunda Categoría.

## Clubes
| Club          | País    | Año       |
| ------------- | ------- | --------- |
| Universitario | Ecuador | 2001      |
| Manta FC      | Ecuador | 2002-2007 |
| Grecia        | Ecuador | 2007-2009 |
| Universitario | Ecuador | 2010      |
| Grecia        | Ecuador | 2011      |
| Delfín SC     | Ecuador | 2011      |
| Universitario | Ecuador | 2012      |
| Águilas       | Ecuador | 2013      |
| Universitario | Ecuador | 2014-     |